# Universidade Federal do Recôncavo da Bahia
Universidade Federal do Recôncavo da Bahia (UFRB) este o instituție de invățământ superior de stat din Cruz das Almas, Bahia, Brazilia.
A fost infiintata in anul 2006.